# Andrew Ilie
Andrew Ilie (Boekarest, 18 april 1976) is een voormalig Australisch professioneel tennisser, die in 1994 toetrad tot de rijen der professionals en sindsdien twee toernooien won op de ATP-tour. In 2004 stopte Ilie met tennis spelen op professioneel niveau.
Ilie werd geboren in Roemenië, maar verhuisde op 10-jarige leeftijd naar Australië

## Palmares

#### Enkelspel
| Legenda                       | Legenda               |
| ----------------------------- | --------------------- |
| Grand Slam                    |                       |
| Olympische Spelen             |                       |
| tot 2009                      | vanaf 2009            |
| Tennis Masters Cup            | ATP Finals            |
| ATP Masters Series            | ATP Tour Masters 1000 |
| ATP International Series Gold | ATP Tour 500          |
| ATP International Series      | ATP Tour 250          |

| Nr.              | Datum         | Toernooi          | Ondergrond | Tegenstander in finale | Score         | Details |
| ---------------- | ------------- | ----------------- | ---------- | ---------------------- | ------------- | ------- |
| Gewonnen finales |               |                   |            |                        |               |         |
| 1.               | 10 mei 1998   | ATP Coral Springs | Gravel     | Davide Sanguinetti     | 7-5, 6-4      | Details |
| 2.               | 16 april 2000 | ATP Atlanta       | Gravel     | Jason Stoltenberg      | 6-3, 7-5      | Details |
| Verloren finales |               |                   |            |                        |               |         |
| 1.               | 28 mei 2000   | ATP Sankt Pölten  | Gravel     | Andrei Pavel           | 5-7, 6-3, 2-6 | Details |

## Prestatietabel
| Legenda | Legenda                          |
| ------- | -------------------------------- |
| g.t.    | geen toernooi gehouden           |
| l.c.    | lagere categorie                 |
| –       | niet deelgenomen                 |
| G       | uitgeschakeld in de groepsfase   |
| 1R      | uitgeschakeld in de eerste ronde |
| 2R      | uitgeschakeld in de tweede ronde |
| 3R      | uitgeschakeld in de derde ronde  |
| 4R      | uitgeschakeld in de vierde ronde |
| KF      | uitgeschakeld in de kwartfinale  |
| HF      | uitgeschakeld in de halve finale |
| F       | de finale verloren               |
| W       | het toernooi gewonnen            |
| w-v     | winst/verlies-balans             |

### Prestatietabel grand slam, enkelspel
| Toernooi        | 1995 | 1996 | 1997 | 1998 | 1999 | 2000 | 2001 | 2002 | 2003 |
| --------------- | ---- | ---- | ---- | ---- | ---- | ---- | ---- | ---- | ---- |
| Australian Open | 1R   | 1R   | –    | 3R   | 4R   | 3R   | 4R   | 1R   | 1R   |
| Roland Garros   | 3R   | –    | –    | 3R   | 3R   | 2R   | 1R   | 1R   | –    |
| Wimbledon       | –    | 1R   | –    | –    | 2R   | 1R   | 1R   | –    | –    |
| US Open         | –    | –    | –    | 1R   | 1R   | 1R   | 2R   | –    | –    |

### Prestatietabel grand slam, dubbelspel
| Toernooi        | 1995 | 2000 | 2001 |
| --------------- | ---- | ---- | ---- |
| Australian Open | 1R   | 1R   | 1R   |
| Roland Garros   | –    | –    | –    |
| Wimbledon       | –    | –    | –    |
| US Open         | –    | –    | –    |